# Abarema
Abarema är ett släkte av växter. Abarema ingår i familjen ärtväxter, ordningen ärtordningen, klassen tvåhjärtbladiga blomväxter, fylumet fanerogamer och riket växter.
Släktet indelas i:

- Abarema abbottii
- Abarema acreana
- Abarema adenophorum
- Abarema agropecuaria
- Abarema alexandri
- Abarema asplenifolia
- Abarema auriculata
- Abarema barbouriana
- Abarema brachystachya
- Abarema callejasii
- Abarema campestris
- Abarema centiflora
- Abarema cochleata
- Abarema cochliocarpos
- Abarema commutata
- Abarema curvicarpa
- Abarema ferruginea
- Abarema filamentosa
- Abarema floribunda
- Abarema gallorum
- Abarema ganymedea
- Abarema glauca
- Abarema idiopoda
- Abarema josephi
- Abarema jupunba
- Abarema killipii
- Abarema langsdorfii
- Abarema lehmannii
- Abarema leucophylla
- Abarema levelii
- Abarema longipedunculata
- Abarema macradenia
- Abarema microcaly
- Abarema microcalyx
- Abarema nipensis
- Abarema obovalis
- Abarema obovata
- Abarema oppositifolia
- Abarema oxyphyllidia
- Abarema piresii
- Abarema racemiflora
- Abarema ricoae
- Abarema turbinata
- Abarema villifera
- Abarema zollerana